# バンコ・サンタンデール・ブラジル
バンコ・サンタンデール・ブラジル（Banco Santander Brasil S.A.）はスペインに本拠地を置くグルーポ・サンタンデールのブラジル法人である。グルーポ・サンタンデールの利益の約20%を稼ぎ出す。1982年の設立以来、本社をサンパウロに置く。食品メーカーのJBSを支援した。

## 概要

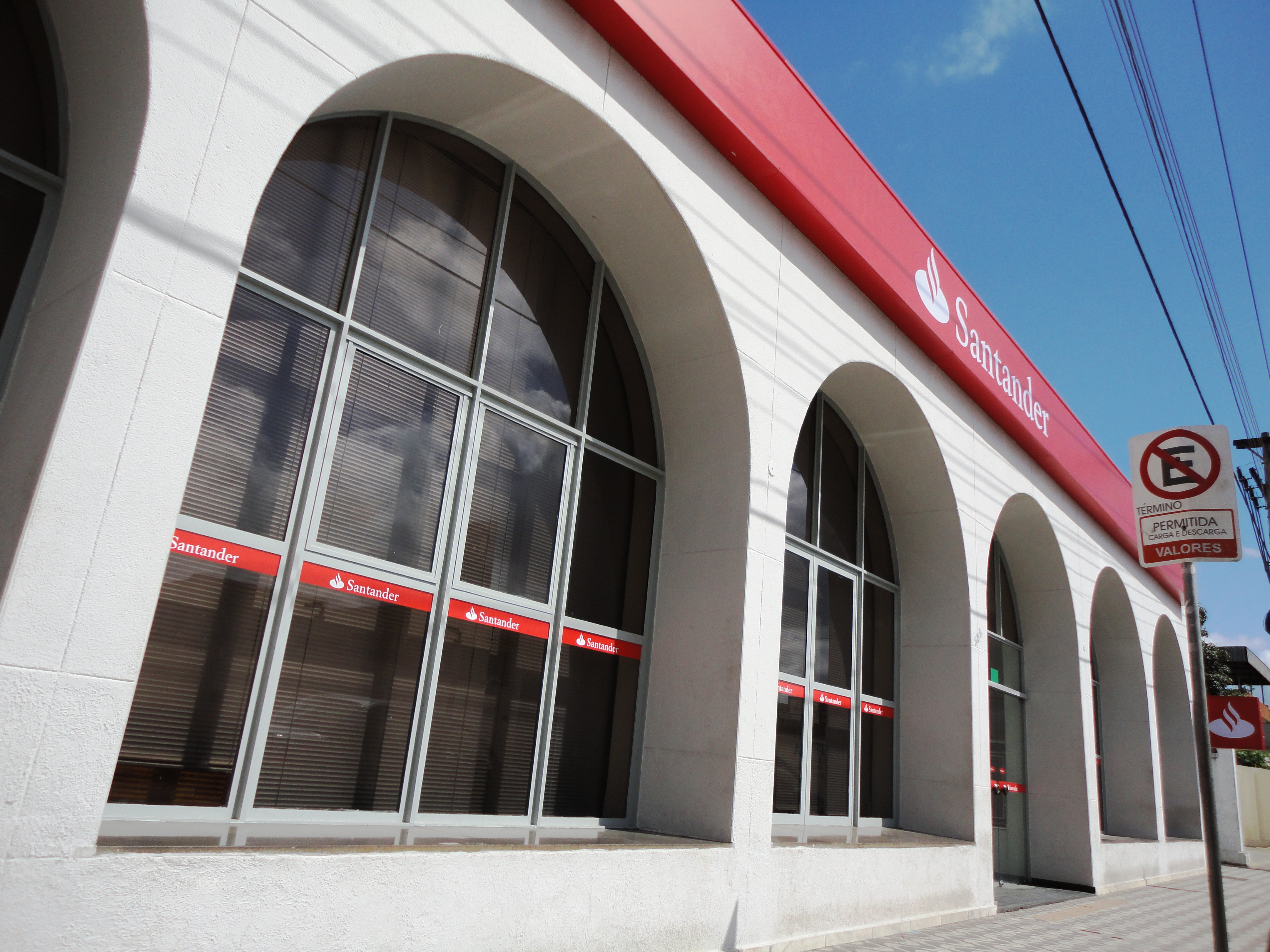
バンコ・サンタンデール・ブラジル (コロネル・ファブリシアーノ, ブラジル)

バンコ・サンタンデール・ブラジルは、ブラジルにおけるプライベートバンクの総資産残高において、イタウ・ウニバンコ、バンコ・ブラデスコに次ぐ3位の地位を占めていたが、ブラジリアに本社を置くCaixa Econômica Federalがプライベートバンク部門を拡大しているため、現在では4位に転落している。
バンコ・サンタンデール・ブラジルは、約900万人の顧客、3,601の支店網、18,194台のATMを構えることで、総合金融サービスグループとして活動している。
2009年10月7日、バンコ・サンタンデール・ブラジルは、サンパウロ証券取引所に上場した。同時に、ニューヨーク証券取引所でも米国預託証券（ADR）の形式で新規公開した。また、11月18日、クレジットカード事業への参入を発表した。